# Communauté de communes interrégionale Aumale - Blangy-sur-Bresle
La communauté de communes interrégionale Aumale - Blangy-sur-Bresle, est une communauté de communes française, créée au 1er janvier 2017 et située dans les départements de la Seine-Maritime et de la Somme en régions Normandie et Hauts-de-France.

## Historique
La loi portant nouvelle organisation territoriale de la République (Loi NOTRe) du 7 août 2015 prescrit, dans le cadre de l'approfondissement de la coopération intercommunale, que les intercommunalités à fiscalité propre doivent, sauf exceptions, regrouper au moins 15 000 habitants.
Les communautés de communes de Blangy-sur-Bresle et du canton d'Aumale, dont aucune n'atteignait le seuil légal, ont donc été amenées à fusionner.
Cela aboutit à la création au 1er janvier 2017 de la communauté de communes interrégionale Aumale - Blangy-sur-Bresle, par un arrêté interpréfectoral du 29 novembre 2016,.
La commune de Saint-Maxent obtient le 1er janvier 2018 sa sortie de la communauté de communes du Vimeu et son intégration à celle d'Aumale - Blangy-sur-Bresle,,,,.

## Territoire communautaire

### Géographie
Située dans l'est du département de la Seine-Maritime, la communauté de communes interrégionale Aumale - Blangy-sur-Bresle regroupe 44 communes et s'étend sur 464,3 km2.

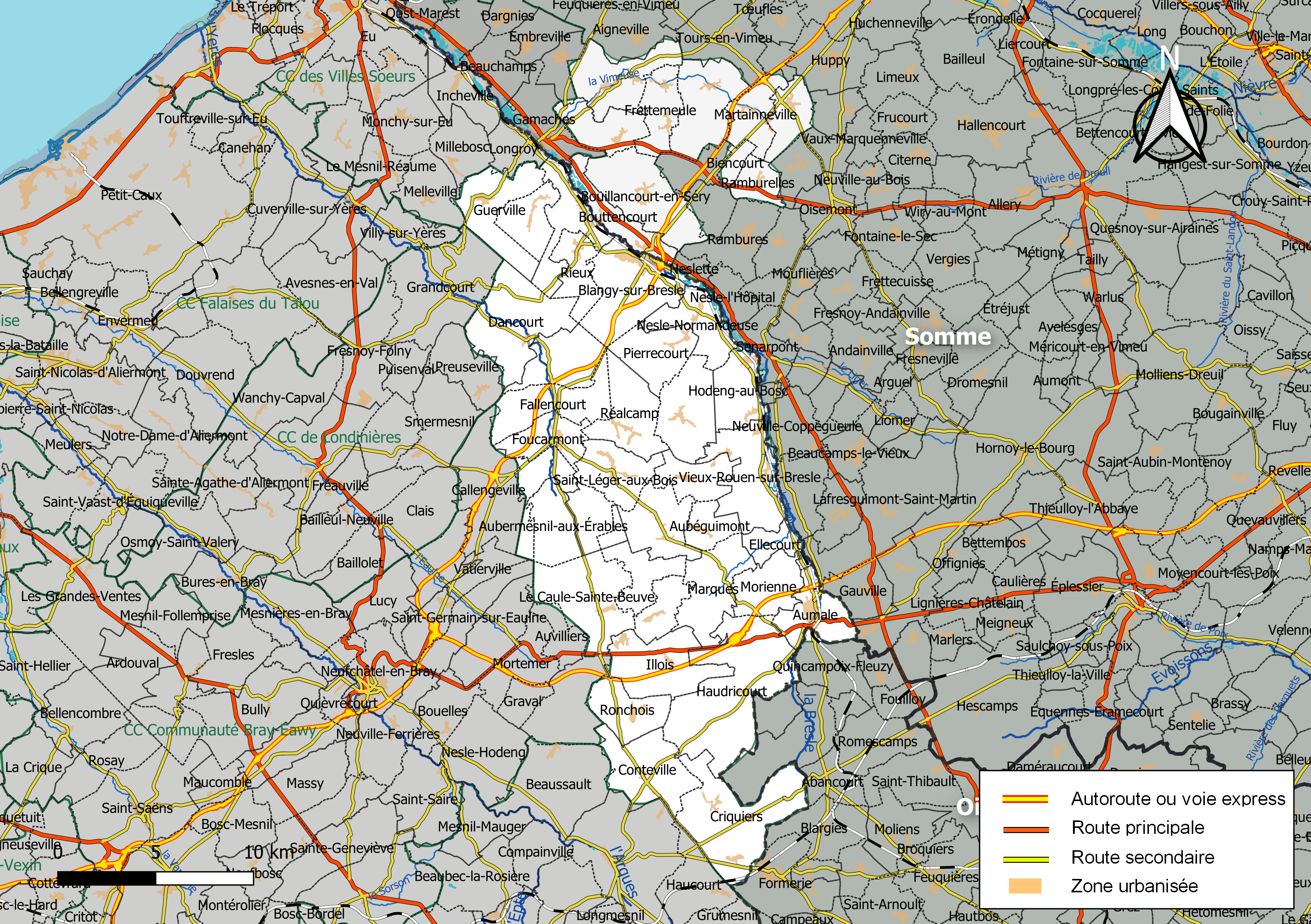
Carte de la communauté de communes interrégionale Aumale - Blangy-sur-Bresle au 1er janvier 2019.

### Composition
La communauté de communes est composée des 44 communes suivantes :

| Nom                       | Code Insee | Gentilé          | Superficie (km2) | Population (dernière pop. légale) | Densité (hab./km2) |
| ------------------------- | ---------- | ---------------- | ---------------- | --------------------------------- | ------------------ |
| Blangy-sur-Bresle (siège) | 76101      | Blangeois        | 17,45            | 2 844 (2022)                      | 163                |
| Aubéguimont               | 76028      | Aubéguimontois   | 4,85             | 177 (2022)                        | 36                 |
| Aubermesnil-aux-Érables   | 76029      | Aubermesnilais   | 8,48             | 201 (2022)                        | 24                 |
| Aumale                    | 76035      | Aumalois         | 9,06             | 1 985 (2022)                      | 219                |
| Bazinval                  | 76059      | Bazinvalois      | 7,18             | 410 (2022)                        | 57                 |
| Biencourt                 | 80104      | Biencourtois     | 2,22             | 142 (2022)                        | 64                 |
| Bouillancourt-en-Séry     | 80120      | Bouillancourtois | 16,11            | 538 (2022)                        | 33                 |
| Bouttencourt              | 80126      | Bouttencourtois  | 7,73             | 929 (2022)                        | 120                |
| Campneuseville            | 76154      | Campneusevillais | 12,3             | 443 (2022)                        | 36                 |
| Le Caule-Sainte-Beuve     | 76166      | Caulois          | 16,71            | 479 (2022)                        | 29                 |
| Conteville                | 76186      | Contevillais     | 13,71            | 504 (2022)                        | 37                 |
| Criquiers                 | 76199      | Criquérois       | 23,55            | 714 (2022)                        | 30                 |
| Dancourt                  | 76211      | Dancourtois      | 18,3             | 234 (2022)                        | 13                 |
| Ellecourt                 | 76233      | Ellecourtois     | 4,45             | 156 (2022)                        | 35                 |
| Fallencourt               | 76257      | Fallencourtois   | 12,08            | 180 (2022)                        | 15                 |
| Foucarmont                | 76278      | Foucarmontois    | 7,28             | 804 (2022)                        | 110                |
| Frettemeule               | 80362      | Frettemeulois    | 7,45             | 297 (2022)                        | 40                 |
| Guerville                 | 76333      | Guervillois      | 12,46            | 470 (2022)                        | 38                 |
| Haudricourt               | 76344      | Haudricourtois   | 29,98            | 456 (2022)                        | 15                 |
| Hodeng-au-Bosc            | 76363      | Hodengeois       | 8,77             | 565 (2022)                        | 64                 |
| Illois                    | 76372      | Illoisiens       | 14,54            | 391 (2022)                        | 27                 |
| Landes-Vieilles-et-Neuves | 76381      | Landais          | 7,09             | 125 (2022)                        | 18                 |
| Maisnières                | 80500      | Maisnièrois      | 12,73            | 477 (2022)                        | 37                 |
| Marques                   | 76411      | Marquais         | 13,05            | 236 (2022)                        | 18                 |
| Martainneville            | 80518      | Martainnevillois | 7,58             | 421 (2022)                        | 56                 |
| Monchaux-Soreng           | 76441      | Monchaliens      | 10,05            | 613 (2022)                        | 61                 |
| Morienne                  | 76606      | Moriennois       | 8,91             | 186 (2022)                        | 21                 |
| Nesle-Normandeuse         | 76460      |                  | 9,1              | 498 (2022)                        | 55                 |
| Nullemont                 | 76479      | Nullemontais     | 5,65             | 150 (2022)                        | 27                 |
| Pierrecourt               | 76500      |                  | 9,51             | 475 (2022)                        | 50                 |
| Ramburelles               | 80662      |                  | 4,59             | 260 (2022)                        | 57                 |
| Réalcamp                  | 76520      | Réalcampois      | 11,45            | 594 (2022)                        | 52                 |
| Rétonval                  | 76523      | Rétonvalais      | 5,62             | 174 (2022)                        | 31                 |
| Richemont                 | 76527      | Richemontais     | 10,69            | 443 (2022)                        | 41                 |
| Rieux                     | 76528      |                  | 7,09             | 593 (2022)                        | 84                 |
| Ronchois                  | 76537      | Ronchoisais      | 8,62             | 182 (2022)                        | 21                 |
| Saint-Léger-aux-Bois      | 76598      |                  | 11,02            | 479 (2022)                        | 43                 |
| Saint-Martin-au-Bosc      | 76612      |                  | 7,2              | 274 (2022)                        | 38                 |
| Saint-Maxent              | 80710      | Maxentais        | 6,38             | 389 (2022)                        | 61                 |
| Saint-Riquier-en-Rivière  | 76645      | Saint-Riquiérois | 9,99             | 154 (2022)                        | 15                 |
| Tilloy-Floriville         | 80760      |                  | 8,09             | 361 (2022)                        | 45                 |
| Vieux-Rouen-sur-Bresle    | 76739      | Vieux-Rouennais  | 14,92            | 583 (2022)                        | 39                 |
| Villers-sous-Foucarmont   | 76744      | Villerois        | 7,01             | 185 (2022)                        | 26                 |
| Vismes                    | 80809      |                  | 13,26            | 473 (2022)                        | 36                 |

### Démographie
| 1968   | 1975   | 1982   | 1990   | 1999   | 2008   | 2013   | 2019   |
| ------ | ------ | ------ | ------ | ------ | ------ | ------ | ------ |
| 22 763 | 22 451 | 22 087 | 21 962 | 21 750 | 22 194 | 22 214 | 21 417 |

## Organisation

### Siège
La communauté de communes a son siège à Blangy-sur-Bresle.

### Élus
L'intercommunalité est administrée par un conseil communautaire constitué, pour la mandature 2020-2026, de 58 délégué représentant chacune des communes membres, répartis comme suit en fonction sensiblement de leur population : 

- 8 délégués pour Blangy-sur-Bresle ;

- 6 délégués pour Aumale ; 

- 2 délégués pour Bouttencourt et Foucarmont ; 

- 1 délégué pour les autres communes.
Au terme des élections municipales de 2020 dans la Seine-Maritime et dans la Somme, le conseil communautaire restructuré a réélu le 16 juillet 2020 son président,  Christian Roussel, maire de Rieux, ainsi que ses 8 vice-présidents, qui sont : 
1. Virginie Lucot-Avril, maire d'Aumale, présidente de l'ex-CC du canton d'Aumale, conseillère départementale ;
2. Jean Claude Quenot, maire de Monchaux-Soreng ;
3. Gérard Chaidron, maire d'Ellecourt ;
4. Jean Jacques Nantois, maire de Martainneville ;
5. M. Rémy Ternisien, maire de Saint-Léger-aux-Bois
6. Jean Claude Becquet, maire de Morienne ;
7. André Bayart, maire de Bouttencourt ;
8. Xavier Duval, maire de  Bouillancourt-en-Séry

Le bureau de l'intercommunalité pour la mandature 2020-2026 est composé du président, des 8 vice-Présidents et de 14 autres membres élus en son sein par le conseil communautaire.

### Liste des présidents
| Période       | Période                       | Identité          | Étiquette | Qualité |
| ------------- | ----------------------------- | ----------------- | --------- | --- |
| janvier 2017, | En cours (au 23 juillet 2020) | Christian Roussel | LR        | Maire de Rieux (1977 → ) Président de l'ex-CC de Blangy-sur-Bresle (2001→ 2016) Réélu pour le mandat 2020-2026, |

### Compétences
L'intercommunalité exerce les compétences qui lui ont été transférées par les communes membres, dans les conditions prévues par le code général des collectivités territoriales. Il s'agit de :
- Aménagement de l’espace : schéma de cohérence territoriale (SCoT) et schéma de secteur ; plan local d’urbanisme (PLU), documents d’urbanisme en tenant lieu et carte communale ;
- Développement économique : zones d’activité ; politique locale du commerce et soutien aux activités commerciales d’intérêt communautaire ; promotion du tourisme ;
- Gestion des milieux aquatiques et prévention des inondations (GEMAPI) aménagement d'un bassin ou d'une fraction de bassin hydrographique ; entretien et aménagement d'un cours d'eau, canal, lac ou plan d'eau, y compris les accès à ce cours d'eau, à ce canal, à ce lac ou à ce plan d'eau ; défense contre les inondations et contre la mer ; protection et restauration des sites, des écosystèmes aquatiques et des zones humides ainsi que des formations boisées riveraines ;
- aires d’accueil des gens du voyage ;
- Collecte et traitement des déchets des ménages et déchets assimilés ;
- Protection et mise en valeur de l’environnement : maîtrise des eaux pluviales et de ruissellement ou lutte contre l'érosion, animation et concertation dans le domaine de la gestion et la protection de la ressource en eau et des milieux aquatiques, actions en faveur des zones sensibles ou des espaces naturels ou protégés ;
- Politique du logement et cadre de vie :  opération programmée d’amélioration de l’habitat (OPAH) ;
- Action sociale d'intérêt communautaire : études et constructions  relatives à la création de maisons de santé pluridisciplinaires ;
- Au titre des compétences précédemment exercées par la Communauté de communes de Blangy-sur-Bresle, et sur son ancien territoire :
  - Aménagement numérique et déploiement du très haut débit ;
  - Actions scolaires : transports scolaires, subventions aux collèges pour les fournitures scolaires.
  - P.A.V.E. : plan de mise en accessibilité de la voirie et des espaces publics.
- Au titre des compétences précédemment exercées par la Communauté de communes du canton d'Aumale, et sur son ancien territoire  :
  - Actions scolaires : transports scolaires, subventions aux collèges pour les fournitures scolaires
  - Aménagement numérique et déploiement du très haut débit.

### Régime fiscal et budget
La communauté de communes est un établissement public de coopération intercommunale à fiscalité propre.
Afin de financer l'exercice de ses compétences, la communauté de communes perçoit une fiscalité additionnelle aux impôts locaux des communes, avec fiscalité professionnelle de zone (FPZ ) et sans fiscalité professionnelle sur les éoliennes (FPE).

### Organismes de regroupement
En 2017, la communauté interrégionale est membre des organismes publics de coopération suivants : 
- Syndicat Mixte Baie de Somme 3 Vallées ;
- Syndicat mixte du Pays Interrégional Bresle Yères ;
- Syndicat mixte de ramassage scolaire (S.M.R.S.) de la région d'Eu[18] ;
- Syndicat mixte Seine-Maritime numérique.

## Projets et réalisations
Conformément aux dispositions légales, une communauté de communes a pour objet d'associer des « communes au sein d'un espace de solidarité, en vue de l'élaboration d'un projet commun de développement et d'aménagement de l'espace ».

### Politique environnementale
L'intercommunalité, qui a hérité de deux déchetteries des anciennes communautés de communes, a ouvert le 1er août 2017 celle de Foucarmont, dans les bâtiments des anciens établissements Dalencourt, sur la départementale 928, à proximité du bourg, afin de collecter 1 780 tonnes de déchets par an. Cet équipement a coûté 930 000 €, dont 38 % sont restés à sa charge.